# Anfidamante (argonauta)
Anfidamante (in greco antico: Ἀμφιδάμας, Amphidàmās) era un eroe di Tegea, figlio di Aleo e di Neera e fratello di Auge, Cefeo e Licurgo (secondo alcuni autori) mentre secondo altri Anfidamante stesso è figlio di Licurgo re di Arcadia. 

## Mitologia
Padre di Antimache e di Melanione (un altro argonauta), partecipò secondo Apollonio Rodio alla spedizione di Giasone per il recupero del vello d'oro ed alla spedizione degli Argonauti.